# 智能钞票废止系统
智能钞票废止系统（英語：intelligent banknote neutralisation system，缩写IBNS）是一种安全系统，其在检测到对系统的攻击尝试时，标记所有现金使其失效，从而保护贵重财物免遭盗用。墨水标记是一种常用的方式，通过永久性染料将现金染色使其外表显著变化，从而增加盗用难度。
被废止的紙幣无法继续使用，它们很容易被辨识出与犯罪行为相关，金融机构也已限定了相关手续。这使窃取极易被废止的纸币变得没有经济效益且不切实际。IBNS用消除犯罪预期所能取得的利益及增加被抓捕的风险来有效打击和威慑对现金转运的劫取。

## 历史
在欧洲，设计保护贵重物品的智能系统始于1980年。总体目标是创建一个安全系统，为现金运输（CIT）提供额外安全性。在1982年，英国公司Spinnaker在英国索尔塔什发明了第一个使用彩色烟雾作为中和剂的IBNS原型。它使用非常轻巧和易于使用的容器。1990年，第一个工业化的端对端IBNS由法国公司Axytrans引入比利时市场，它采用安全油墨作为中和剂，并被接受用于软皮车辆。与此同时，Spinnaker采用彩色烟雾制造的瑞典IBNS系统，以及StrongPoint Cash Security采用Sipca的墨水制造的IBNS容器，两者被用于软皮车辆的效果很好，表明它们是使用装甲卡车运输现金的可行替代品。由于当地法规，瑞典市场决定继续使用StrongPoint IBNS容器。
1991年，法国变更法规，允许在软皮车辆中使用IBNS。法国CIT公司VALTIS第一个实施这样的系统，为三个地区银行服务。
2002年，法兰西银行实施了一项CIT（现金运输）专业人员处理和交换“废止化”纸币的国际程序。
2003年，欧洲中央银行作出一项决定，确定了在欧洲所有国家的中央银行之间交换“废止化”欧元纸币的流程和成本。
2005年，法兰西银行实施了一项对私人存放被染色钞票的特殊程序。
2007年，瑞典实施一项国家监管规定，要求现金运输使用IBNS。在同年，比利时政府也实施了一项国家条例，规定将IBNS用于现金运输。
2010年，欧洲联盟委员会最终确定了一项欧洲条例，以便通过公路协调跨境现金运输。与IBNS结合使用的非装甲车辆是两种可接受的运输方法之一。

## 概念
智能钞票废止系统（IBNS）的概念基于：罪犯寻求最大化他的利益，同时最小化犯罪的潜在成本。智能钞票废止系统消除了预期的犯罪报酬，并增加被捕的风险。
减少犯罪的报酬是通过安全墨水永久标记现金已被盗用。添加到墨迹中的追踪剂和标记提供了将罪犯与犯罪现场联系起来的法学证据，增加其被捕的风险。
IBNS专注于使用技术来保护人员、贵重物品和设备，同时最大限度地减少武器和装甲车的使用。

## 立法和规章
IBNS的使用通常由立法机构或市政机构规定法律和行政法规限定，以及适用的内部安保条例。
下列国家允许国家中央银行允许“废止化”国家纸币：
- 允许使用IBNS，无需法律或专业法规或其他限制：拉脫維亞、立陶宛、爱沙尼亚、波斯尼亚和黑塞哥维那、斯洛文尼亚、英国、奥地利、荷兰、瑞士。
- 法律法规允许按照规定使用IBNS：意大利、荷兰、挪威、丹麦、芬兰。
- 法律法规允许有技术协议的使用IBNS：克罗地亚、法国、瑞典、比利时、德国、爱尔兰岛、卢森堡、匈牙利、意大利。
- 法律法规禁止不受限制地使用IBNS：波兰、罗马尼亚、西班牙。

下列国家的国家中央银行禁止按法律法规或内部规章“废止化”国家纸币：印度尼西亚、菲律宾、泰国、埃及等。

## 市场
这个市场有六个主要的全球参与者：3SI、Spinnaker、StrongPoint Cash Security、Villiger、Gehrer和Oberthur Cash Protection，这些公司将IBNS出口到世界上的众多国家。他们也是EURICPA——欧洲智能现金保护协会的的成员。EURICPA致力于促进油墨染色技术作为最安全稳妥的现金转运解决方案。
IBNS市场三强是3SI（使用IBNS保护ATM最多）、Oberthur Cash Protection（使用中的系统总数最多，及最高营业额）和Spinnaker（覆盖国家最多）。Smartstain使用目前市场上最新的技术，目前在保护ATM的领域快速增长。
有多家小型公司为当地市场生产IBNS。